# Gravity (пісня Злати Огнєвіч)
«Gravity» — пісня української співачки Злати Огнєвіч, з якою вона представляла Україну на пісенному конкурсі Євробачення 2013. Пісня була вибрана 23 грудня 2012 року на національному відборі України. Із цією піснею Злата Огневич успішно виступила у півфіналі Євробачення, пройшовши до фіналу, де зайняла третє місце, набравши 214 балів.

## Чарти
| Чарт                             | Найвища сходинка |
| -------------------------------- | ---------------- |
| Бельгія (Ultratip Flanders)      | 51               |
| Нідерланди (Mega Single Top 100) | 50               |
| Туреччина (Number One Charts)    | 14               |
| Україна (FDR)                    | 1                |
| Велика Британія (UK Indie Chart) | 29               |